# Юдейська пустеля
Юде́йська пусте́ля (івр. מִדְבַּר יְהוּדָה, араб. صحراء يهودا‎) — пустеля на Близькому Сході, розташована на території Ізраїлю, на західному узбережжі Мертвого моря. Це найменша пустеля у світі.
Здавна пустеля правила прихистком для відлюдників і повстанців. У цій пустелі біля гирла річки Йордану хрестив людей Іван Хреститель, закликаючи їх до покаяння. Також у юдейській пустелі багато монастирів. Найвідомішими є монастир Святого Георгія і Лавра Сави Освяченого поблизу Вифлеєма.
Перлиною Юдейської пустелі є Мертве море. Фактичний єдиний річковий потік — Йордан, неглибокий, але стрімкий, несе свої води мертвою пустелею, відмічаючи свою течію яскравими плямами зелені — оазами.

## Географія
Юдейська пустеля розташована між Єрусалимом і Мертвим морем. Кількість опадів у Юдейському регіоні коливається від 400 до 500 мм на західних пагорбах, досягає 600 мм у всьому західному Єрусалимі (у центральній Юдеї), падає до 400 мм у східному Єрусалимі та випадає приблизно до 100 мм у східній частині, через ефект дощової тіні. Клімат коливається від середземноморського на заході до сухої пустелі на сході зі смугою степового клімату в центрі. Основні міські райони регіону включають Єрусалим, Вифлеєм та ізраїльські міста Гуш-Еціон, Єрихон і Хеврон. Максимальна температура досягає 60 °C.

## Геологія
Юдейська пустеля це територія з особливою морфологічною структурою вздовж сходу Юдейських гір. Він простягається від північно-східного Негеву, на схід від Бетелю, і характеризується терасами з уступами. Він закінчується крутим схилом, що спускається до Мертвого моря та долини Йордану. Іудейська пустеля перетинається численними ущелинами з північного заходу на південний схід і має багато глибоких каньйонів. Висота коливається від 1200 футів на заході до 600 футів на сході.